# Reprisal (film 2018)
Reprisal, distribuito anche col titolo Reprisal - Caccia all'uomo, è un film del 2018 diretto da Brian A. Miller.

## Trama
Jacob è un manager bancario che a seguito di una rapina avvenuta nella banca in cui lavora si rintana in casa ed inizia una "caccia all'uomo" per trovare il rapinatore che aveva studiato il colpo. Jacob viene aiutato in questa sua ricerca da James, vicino amico ed ex agente.